# الصحوة - النفوذ اليهودي في الولايات المتحدة الأمريكية (كتاب)
الصحوة - النفوذ اليهودي في الولايات المتحدة الأمريكية  هو كتابٌ من تأليف الأمريكي ديفيد دوك سنة 1998). مترجم إلى العربية من العنوان الاصلي (Jewish Supremacism: My Awakening to the Jewish Question). ترجمه الدكتور إبراهيم يحيى الشهابي.
حقائق مذهلة تميط اللثام عن خفايا التأثير اليهودي على السياسة الأمريكية، وسياسة كم الأفواه التي تمارسها إسرائيل على السياسيين الأمريكيين، والضغط المتواصل على الإعلام الأمريكي، والإرهاب المنظم داخل أمريكا.
الكتاب يتحدث عن اليهود و نفوذهم في العالم... و هو يميط اللثام عن أشياء رهيبة مقدما وثائق و احصائات و تواريخ مسجلة و أسماء... كتعاون النازية مع الصهيونية... تعاون الشيوعية الروسية مع الصهيونية... بل الحركة المدنية في أمريكا... بل المافيا الروسية و زعيمها اليهودي.